# Сингиль (станция метро)

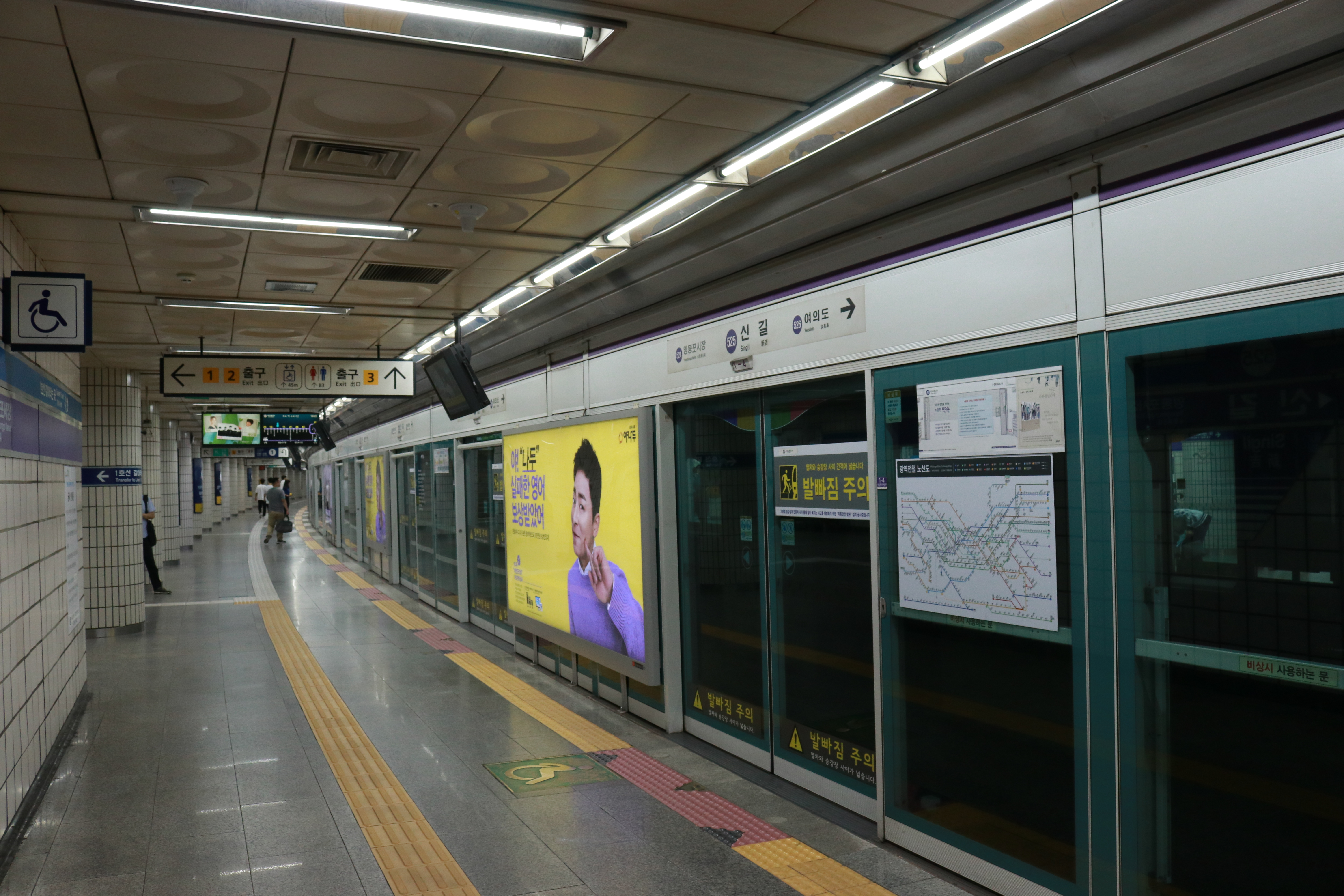
Платформа станции пятой линии

«Сингиль» (кор. 신길역) — станция Сеульского метро наземная на Первой (Линия Кёнбусон) (экспресс и локальная) и подземная на Пятой линиях. Станция была открыта на уже действующем участке 1-й очереди Первой линии, также была открыта Токсан. На станции установлены платформенные раздвижные двери.
Она представлена двумя боковыми и одной островной платформами на 1 линии, двумя боковыми — 5 линия. Станция на 1 линии обслуживается Корейской национальной железнодорожной корпорацией (Korail), на 5 линии — Seoul Metropolitan Rapid Transit Corporation. Расположена в квартале Йондынпхоро района Йондынпхогу города Сеул (Республика Корея).
На Первой линии поезда Кёнвон экспресс (GWː Gyeongwon) и Кёнкин экспресс (GI: Gyeongin) обслуживают станцию; Кёнбусон красный экспресс (GB: Gyeongbu red express) частично, Кёнбусон зелёный экспресс (SC: Gyeongbu green express) не обслуживают станцию.
Станция была открыта на уже действующем участке Первой линии между станциями Тэпан и Йондынпхо. Станция стала первой наземной станцией в Южной Корее с безопасной платформой, оснащенной зеркальными дверями (platform screen doors).
Пассажиропоток — на 1 линии 20 334 чел/день (на 2013 год), на 5 линии 5 130 чел/день